# Euconnus melkei
Euconnus melkei (лат.) — вид коротконадкрылых жуков рода Euconnus из подсемейства Scydmaeninae. Южная Африка. Назван в честь польского полевого энтомолога Анджея Мелке (Andrzej Melke, 1964—2021), самого плодовитого исследователя фаунистики Staphylinidae Польши, который безвременно ушёл из жизни в октябре 2021 года.

## Распространение
Южная Африка: юго-восток ЮАР (северо-восток Восточно-Капской провинции, около Порт-Сент-Джонса).

## Описание
Мелкие коротконадкрылые жуки (длина 1,95 миллиметра). Тело самца сильно удлинённое, умеренно выпуклое; пигментация тёмно-коричневая, ноги, усики и пальпы отчётливо светлее; тело покрыто волосками немного светлее кутикулы. Голова у самца заметно, чрезвычайно модифицирована и увеличена (длина головы 0,35 мм, ширина 0,43 мм), шире переднеспинки, с парой боковых субтреугольных вершинных возвышений. Скапус сильно изменён, с дорсодистальным выступом-«обрубком» такой же ширины, как и остальная часть скапуса, усечённый на вершине и с группой измененных волосков на усеченной области. Бока темени уплощены, срединная область вершины головы образует пару крупных, субтреугольных и слабо разделённых посередине вершинных возвышений-бугорков (vte, vertexal elevation), каждое из которых несёт по две толстые вершинные щетинки (vts, vertexal setae). Переднеспинка намного длиннее ширины (длина 0,50 мм, ширина 0,39 мм), наиболее широкая у переднего края, с парой глубоких, узких сублатеральных борозд. Длина надкрылий около 1 мм. Протрохантер сильно изменён, с длинным шиповидным вентральным выступом; профемур отчётливо расширен и с биссусным вентральным краем. Эдеагус вентрально с обратно субтреугольной, дистально расширенной и усечённой вершиной, сильно асимметричный и со сложным набором эндофаллических склеритов; каждый парамер с многочисленными апикальными и субапикальными волосками различной длины и толщины, включая волоски, направленные дистально, латерально и вентромезально, один субапикальный латеральный волосок необычно толстый.

## Классификация
Вид был впервые описан в 2022 году польским энтомологом Павлом Ялошиньским (Natural History Museum, University of Wrocław, Вроцлав, Польша) по типовым материалам из Южной Африки и включён в состав подрода Tetramelus.